# Gines
Gines is een gemeente in de Spaanse provincie Sevilla in de regio Andalusië met een oppervlakte van 3 km². In 2007 telde Gines 12.568 inwoners.

## Demografische ontwikkeling
Bron: INE; 1857-2011: volkstellingen